# 영광의 길 (1957년 영화)
《영광의 길》(영어: Paths Of Glory)은 1957년 미국의 전쟁 영화로, 스탠리 큐브릭 감독의 연출작이다. 험프리 코브의 동명 소설을 원작으로 했으며, 제1차 세계대전 당시 프랑스군을 배경으로 한 반전 영화이다. 커크 더글러스, 랠프 미커, 애돌프 만주가 출연했다.

## 출연
- 커크 더글러스 - 닥스 대령
- 랠프 미커 - 필리프 파리 상병
- 애돌프 만주 - 조르주 브룰라르 소장
- 조지 매크리디 - 폴 미로 준장
- 웨인 모리스 - 로제 중위
- 리처드 앤더슨 - 생토방 소령
- 조 터클 - 피에르 아르노 일병
- 크리스티안 큐브릭 - 독일 가수
- 제리 하우스너 - 카페 점주
- 페터 카펠 - 군사법정 판사
- 에밀 마이어 - 뒤프레 신부
- 버트 프리드 - 불랑제 하사
- 켐 디브스 - 르죈 일병
- 티머시 케리 - 모리스 페롤 일병
- 존 스타인 - 루소 대위
- 해럴드 베네딕트 - 니컬스 대위

## 기타
- 의상: 아일스 뒤브아